# 223. Infanterie-Division (Wehrmacht)
La 223. Infanterie-Division fu una divisione dell'esercito tedesco attiva durante la seconda guerra mondiale che venne creata nel 1939 e fu impiegata nella campagna di Francia e sul fronte orientale, dove fu sciolta nel 1943.

## Storia

### Costituzione e campagna di Francia
La divisione fu costituita il 26 agosto 1939 a Dresda e dopo la sua formazione fu trasferita nella zona del Saar-Palatinato, come riserva della 1. Armee. Nel novembre 1939 fu trasferito a Posen e nel marzo 1940 nel Basso Reno. All'inizio della campagna di Francia, marciò sulla zona di Aquisgrana, Liegi, Roubaix e Rouen, dove rimase fino al luglio 1940. La divisione si è poi spostata sulla costa della Manica, poi nel sud-ovest della Francia e dal gennaio 1941 fu schierata nella zona di Bordeaux.

### Fronte orientale
Nel novembre 1941 fu spostata sul fronte orientale tramite ferrovia e schierata nella zona di Schlüsselburg e rimase nella parte settentrionale del fronte con l'Heeresgruppe Nord, prendendo parte all'assedio di Leningrado e combattendo a Sinjavino, Mga e sul Volkhov. Poi nel giugno 1943 fu trasferita nella zona di Velikiye Luki per rinfrescarsi e rimase li fino all'agosto 1943. Dopo l'offensiva sovietica contro l'Heeresgruppe Süd, fu trasferita per un breve periodo nella zona di Kharkov, dove fu coinvolta in pesanti battaglie difensive e fu quasi distrutta. Dal novembre 1943 i resti della divisione furono schierati nell'area di Kiev ed il 26 novembre 1943 fu sciolta dalla 4. Panzerarmee. Il quartier generale della divisione ed i suoi resti formarono la 275. Infanterie-Division.

## Ordine di battaglia
223. Infanterie-Division 1939
- Infanterie-Regiment 344
- Infanterie-Regiment 385
- Infanterie-Regiment 425
- Artillerie-Regiment 223
- Pionier-Bataillon 223
- Panzerabwehr-Abteilung 223
- Aufklärungs-Abteilung 223
- Infanterie-Divisions-Nachrichten-Abteilung 223
- Infanterie-Divisions-Nachschubführer 223

223. Infanterie-Division 1942
- Grenadier-Regiment 344
- Grenadier-Regiment 385
- Grenadier-Regiment 425
- Artillerie-Regiment 223
- Pionier-Bataillon 223
- Panzerabwehr-Abteilung 223
- Feldersatz-Bataillon 223
- Infanterie-Divisions-Nachrichten-Abteilung 223
- Infanterie-Divisions-Nachschubführer 223

## Decorazioni
Alcuni soldati della 223. Infanterie-division furono premiati per le loro azioni in guerra:
- Croce Tedesca
  - in oro: 4
- Croce di Cavaliere della croce di ferro: 2[3]

## Comandanti
- Generalleutnant Paul-Willi Körner (1º settembre 1939 - 6 maggio 1941)
- General der Infanterie Rudolf Lüters (6 maggio 1941 - 20 ottobre 1942)
- Generalleutnant Christian Usinger (20 ottobre 1942 - 26 novembre 1943)[1]